# Čelovek s bul'vara Kapucinov
Čelovek s bul'vara Kapucinov (Человек с бульвара Капуцинов) è un film del 1987 diretto da Alla Surikova.

## Trama
Il film racconta la storia di un film missionario chiamato Fest, che appare in una città di cowboy nel selvaggio West e, con l'aiuto del cinema, cambia la vita degli abitanti della città.